# Park So-yeon (Sängerin)

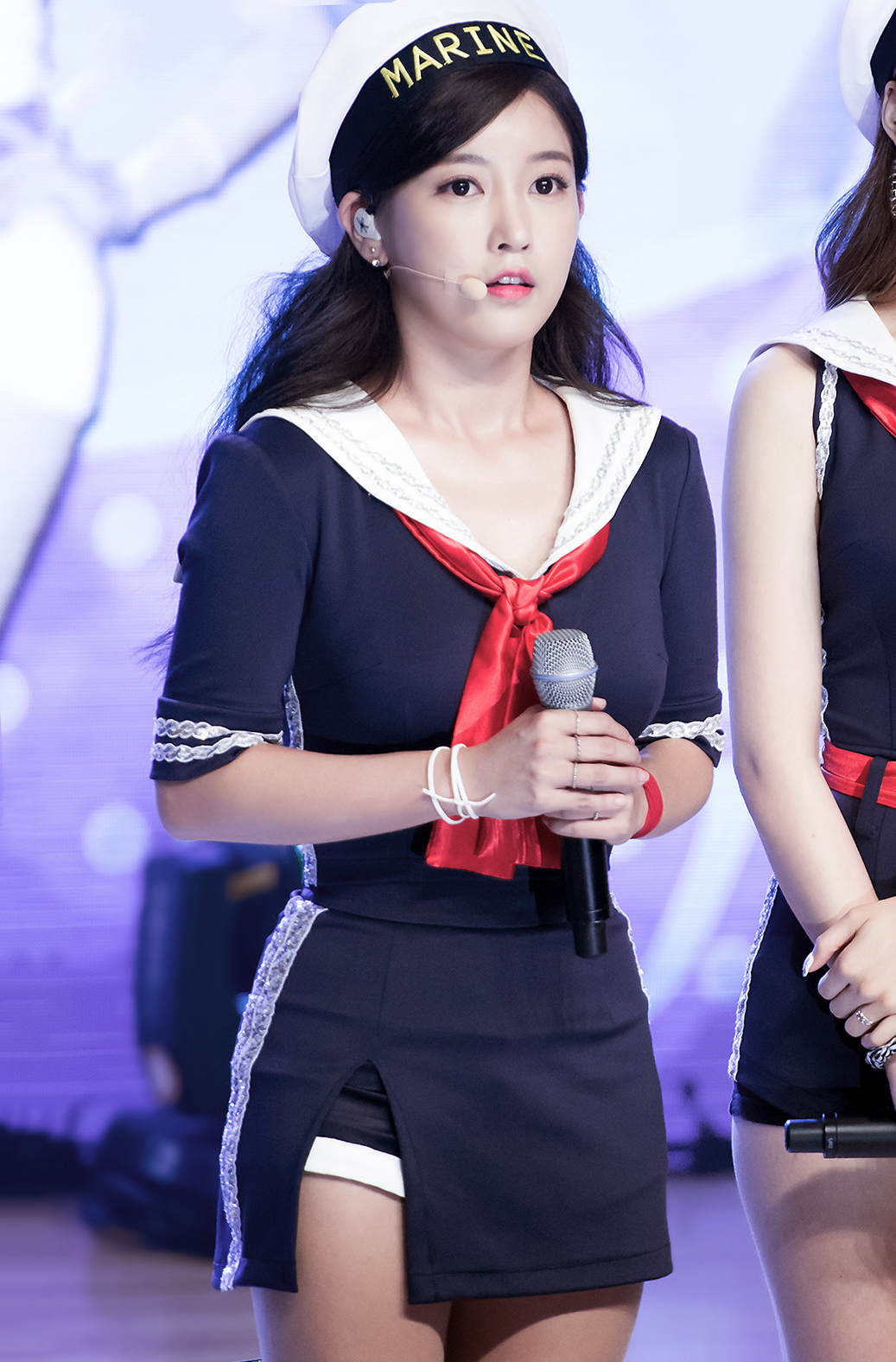
Park So-yeon (2015)

Park So-yeon (koreanisch 박소연; * 5. Oktober 1987 in Andong), besser bekannt unter ihrem Künstlernamen Soyeon, ist eine südkoreanische Sängerin und Schauspielerin. Größere Bekanntheit erlangte sie als Mitglied der südkoreanischen Girlgroup T-ara.

## Werdegang
Soyeon durchlief eine Gesangsausbildung an der Kunsthochschule in Anyang. 2005 gewann sie das von SM Entertainment veranstaltete Chin Chin Song Festival. Im Anschluss wurde sie von SM Entertainment als Trainee für deren Projekt Girls’ Generation rekrutiert, ohne es jedoch letztlich in das Aufgebot zu schaffen.
2009 wurde Soyeon als Mitglied der Girlgroup T-ara bekannt gegeben, nachdem zwei Gründungsmitglieder ausgeschieden waren. Mit T-ara veröffentlichte sie im November 2009 das erste Album Absolute First Album. An der Promotion-Tour konnte sie allerdings nicht teilnehmen, da sie an Schweinegrippe erkrankt war. Ab 2010 hatte sie auch Auftritte als Schauspielerin und in TV-Formaten, unter anderem in Death Bell 2: Bloody Camp und der TV-Serie Coffee House. 2012 trat sie auch in der Musical-Adaption des T-ara Songs Roly Poly auf und hatte eine Rolle im Fernsehdrama Lovers of Haeundae. Von Dezember 2011 bis Juli 2013 war Soyeong Bandleaderin von T-ara.
Im Mai 2013 gründete Soyeon zusammen mit Qri und Boram die Untergruppierung QBS, die vorrangig auf dem japanischen Markt präsent sein sollte. Die Debütsingle Kaze no Yō ni hatte ihr Release am 26. Juni 2013. Zur Vermarktung folgte eine Kurztour durch drei japanische Städte; der erste Live-Auftritt der Gruppe in Tokio wurde von mehr als 2.000 Fans besucht.
Im März 2017 kündigte die Core Contents Media-Agentur an, dass Boram und Soyeon ihre zum Jahresende auslaufenden Verträge nicht verlängern würden. 2020 nahm sie an der Reality-Show Miss Baek teil, in der das Leben früherer Girlgroup-Mitglieder dargestellt wurde. Im Februar 2021 veröffentlichte sie mit They Are All The Same beim Musikproduzenten Think Entertainment ihre erste Solo-Single.

## Privat
Soyeon ist seit 2022 verheiratet mit dem südkoreanischen Fußballspieler Cho Yu-min. Das Paar lebt in Dubai.